# Compagnie des mines de Douvrin

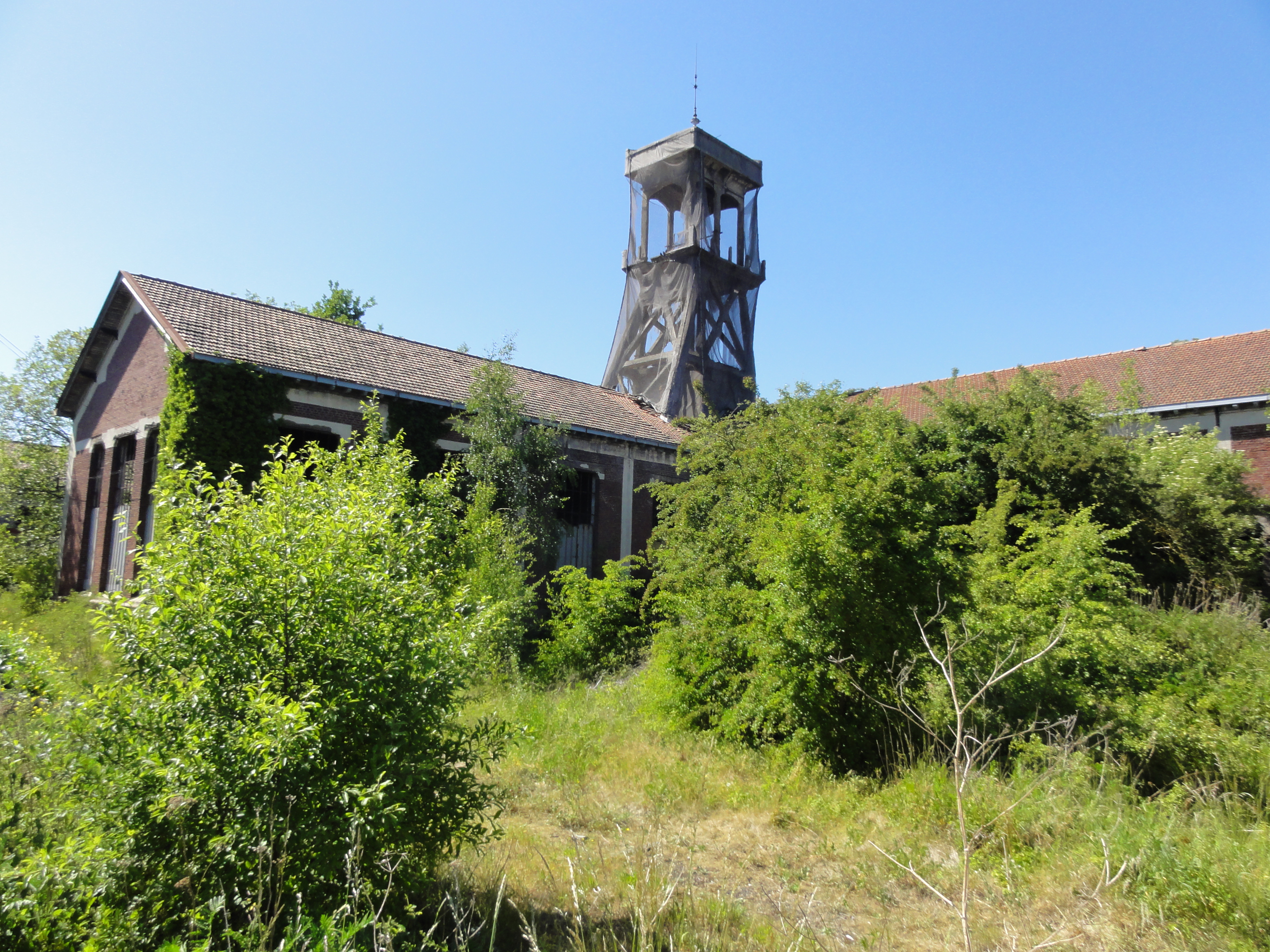
La fosse no 6 en 2011.

La Compagnie des mines de Douvrin est une compagnie minière qui a exploité la houille à Haisnes dans le bassin minier du Nord-Pas-de-Calais. La société est fondée le 16 juillet 1855. Elle effectue cette année-là deux sondages à Houdain et Divion, au sud de la concession de la Compagnie des mines de Bruay. Infructueux, ces sondages sont abandonnés et la société en effectue un nouveau à Bouvigny-Boyeffles, au sud de la concession de la Compagnie des mines de Nœux. Ce sondage met en évidence la présence de houille, mais la société reporte ses recherches au nord des concessions Lens et Grenay car la Compagnie de Nœux va recevoir une extension de concession englobant Bouvigny-Boyeffles. Des sondages sont entrepris à Salomé, Douvrin, Auchy-les-Mines et Haisnes.
C'est dans cette dernière commune que la société ouvre une fosse en 1859. La Société d'Houdain se transforme en Compagnie des mines de Douvrin le 10 septembre 1861. Après bien des péripéties, la Compagnie obtient sa concession le 18 mars 1863. Le même jour, la Compagnie des mines de Meurchin reçoit une extension de 138 hectares. La situation financière de la Compagnie est vraiment mauvaise. De 1861 à 1865, seulement 12 642 tonnes de houille ont été produites, à cause de veines peu productives, mais aussi à cause du retard quant à l'attribution de la concession.
La production augmente en 1866 mais redescend à partir de 1870, la situation de la société se dégrade encore plus : le passif de la compagnie est beaucoup trop élevé par rapport aux ressources qu'elle peut tirer de sa fosse ; de plus, la société ne parvient pas à placer les nouvelles actions et obligations qu'elle émet, notamment à cause de sa mauvaise réputation. Des lettres conseillent aux administrateurs de tromper les éventuels actionnaires.
Un jugement du tribunal de Béthune, du 9 décembre 1869, déclare la dissolution de la Société de Douvrin, et nomme trois liquidateurs. Sur la requête de ces derniers, le même tribunal par jugement du 18 juillet 1873, ordonne la mise en vente, par adjudication publique, sur la mise à prix de 300 000 francs, de tous les immeubles de la société. Une première adjudication a lieu le 6 septembre 1873, au prix de 360 000 francs, en faveur de 40 porteurs d'obligations. Mais, le 13 du même mois, il est mis une surenchère de 65 000 francs. L'adjudication définitive est prononcée à la barre du tribunal de Béthune le 3 octobre 1873, après plusieurs enchères successives, au profit de la Compagnie des mines de Lens, moyennant le prix de 500 000 francs. Un décret du 5 mars 1875 autorise cette Compagnie à intégrer à sa concession primitive la concession de Douvrin.
La Compagnie de Lens en fait sa fosse no 6 qu'elle réorganise et utilise pour exploiter sa concession primitive, bien plus prospère. La fosse est reconstruite à la suite de la Première Guerre mondiale. L'extraction cesse en 1936, mais la fosse assure l'aérage du puits no 13 à Hulluch jusque 1959, date à laquelle le puits no 6 est remblayé. Au début du XXIe siècle, plus des trois quarts des installations de la fosse sont encore existantes, dans un état assez dégradé.

## Historique
Le bassin minier du Nord-Pas-de-Calais a pendant longtemps été exploité quasiment exclusivement dans sa partie orientale située dans le département du Nord, à l'exception du Boulonnais où le charbon est grappillé dans de petites exploitations. La Compagnie des mines d'Anzin a alors été une des rares compagnies à exploiter avec succès la houille. Des recherches ont cependant eu lieu régulièrement dans le but de découvrir le prolongement du bassin. Ainsi, la Compagnie Wuillaume-Turner a été la première à installer ses recherches dans le Pas-de-Calais vers 1763 - 1765,. Hélas, ces puits ont été implantés beaucoup trop au sud de la formation houillère, sur la même longitude que les mines d'Anzin.
D'autres compagnies comme celles d'Hasnon, de Vicoigne, d'Aniche et d'Azincourt, exploitent dès les années 1840 des terrains situés plus au nord, et plus à l'ouest de la concession d'Anzin. En 1846, M. Soyez découvre de la houille au-delà de la concession d'Aniche. Il ouvre l'année suivante une fosse à Roost-Warendin et fonde la Compagnie des mines de l'Escarpelle. Il y a confirmation que le bassin minier continue vers le Pas-de-Calais. En 1841, Mme De Clercq effectue un sondage à Oignies, qui met en évidence la présence de houille. Il s'ensuit la création de la Compagnie des mines de Dourges.
Dès lors, les recherches s'intensifient et la partie majeure des compagnies du Pas-de-Calais se forme entre 1850 et 1860. Dans les environs de Lens, la future Compagnie des mines de Lens commence à faire des sondages à partir de 1849 à Annay, puis à Lens. La future Compagnie des mines de Béthune effectue des sondages quelques kilomètres au nord de Lens à partir de 1850. Ces deux compagnies obtiennent leur concession le 15 janvier 1853,. La Compagnie des mines de Douvrin, après deux échecs plus à l'ouest du bassin minier, s'implante donc au nord de ces deux concessions, comme le font également d'autres compagnies à cette époque.

### Société de recherches
En 1855, les houilles sont très demandées, et leur prix s'est notablement élevé. Aussi de nouvelles sociétés de recherches se forment pour explorer les terrains situés sur les limites des concessions alors instituées. C'est ainsi que, par acte du 16 juillet 1855, se constitue, sous le nom de Société d'Houdain, une association de personnes des environs de Béthune, pour la recherche de la houille, au capital de 30 000 francs, représenté par trente actions de 1 000 francs. Trois actions libérées sont attribuées au fondateur. La société établit, en 1855, deux sondages au midi de la concession de Bruay : l'un à Houdain, no 386, est rapidement abandonné à 45 mètres dans des schistes dévoniens ; l'autre à Divion, no 387, est poussé jusqu'à 140 mètres, et rencontre, comme le premier, la formation dévonienne. Après ces deux échecs, les actionnaires, réunis en assemblée générale le 3 décembre 1856, prennent la décision suivante :

« Tout pouvoir est donné au conseil d'administration à l'effet de s'aboucher avec toute personne qui pourra lui donner des documents pour la découverte de gisement houiller où l'on pourrait faire des recherches dans l'intérêt de la société, et de leur attribuer, en cas de réussite, six actions bénéficiaires libérées de fondateurs, pourvu que le conseil d'administration trouve que le périmètre indiqué offre des chances de réussite à l'obtention d'une concession. »

L'Assemblée générale décide, en outre, que quinze nouvelles actions seront émises au pair, au taux d'émission des actions primitives. Un peu plus tard, chacune des anciennes et des nouvelles quinze actions est subdivisée en quatre coupons représentant 250 francs. Un nouveau sondage est établi à Bouvigny-Boyeffles, au sud de la concession de Nœux. Il atteint la base de la craie à 154,75 mètres ; il est continué jusqu'à 192 mètres et abandonné à cette profondeur, sans doute, dit M. Sens, dans des schistes « appartenant à la formation carbonifère ».

### Société d'exploitation
Le 1er mai 1857, dans un acte reçu par Maître Calonne, notaire à Béthune, les actionnaires de la société de recherches exposent que le sondage de Bouvigny est arrivé à 168 mètres ; qu'ils espèrent, sous très peu de temps, recouper une ou plusieurs veines ; qu'ils ont fait, le 16 mars de la même année, opposition à la demande d'extension de concession formée par la Compagnie de Vicoigne-Nœux le 6 avril 1854 ; que dans ces circonstances, il y a lieu de se constituer en société d'exploitation ; qu'en conséquence, ils arrêtent les clauses et conditions de cette société.
La société est civile. Elle prend le nom de Société houillère d'Houdain. Le capital social est fixé à trois millions de francs, représentés par 6 000 actions de 500 francs. Sur ces 6 000 actions, 1 152 libérées sont attribuées aux actionnaires de la société de recherches en compensation de leurs apports, forages, droits d'invention, etc. En outre, 44 actions libérées sont mises à la disposition du conseil d'administration pour récompenser les personnes qui pourront donner des documents pour la découverte de gisement houiller, conformément à la décision du 3 décembre 1856, reprise ci-dessus.

### Sondages au nord de la concession de Lens
Le sondage de Bouvigny-Boyeffles est abandonné d'après les indications recueillies sur le prochain octroi de l'extension de la concession de Nœux. La nouvelle Société d'Houdain transporte ses recherches au nord de la concession de Lens. Un premier sondage est établi à Salomé, no 383, puis un second à Douvrin, no 382. Le sondage de Salomé passe le tourtia à 143 mètres, et pénètre ensuite « dans des terrains noirs, puis blancs-bruns ». Le sondage de Douvrin atteint le terrain houiller à 138,35 mètres, puis une couche de houille. Enfin, deux autres sondages sont ouverts à Auchy-lez-la-Bassée (devenu Auchy-les-Mines) et à Haisnes. Ces travaux nécessitent l'émission de nouvelles actions de la société de recherches, et, par la suite, des modifications sont apportées au contrat de la société d'exploitation.

### Modifications de l'acte de société
Ces modifications sont reprises dans deux actes reçus par Maître Calonne, en date des 12 et 24 décembre 1858, dans lesquels il est dit qu'aux termes de l'acte de société du 1er mai 1857, chaque action de la société de recherches a droit à 24 actions de 500 francs. Diverses décisions des assemblées générales autorisent l'émission, en 1857 et 1858, de 115 quarts d'actions de la société de recherches, qui jouissent des mêmes droits et avantages que les actions primitives, et qui, par la suite, recevront 690 actions libérées de la société d'exploitation. Le capital social est fixé à quatre millions de francs, représentés par 8 000 actions de 500 francs. Le droit de chaque actionnaire par chaque action de fondation est réduit de 24 actions à 14 actions de 500 francs. Le conseil d'administration est autorisé à émettre 1 200 actions de 500 francs, et les autres au fur et à mesure des besoins sérieux de la société.
Il est accordé à diverses personnes, en compensation de services rendus, trois actions de fondateur. Il est créé 80 actions dites semi-fondatrices, divisibles en demis et quarts d'actions, pour lesquelles chaque souscripteur aura à verser 250 francs pour chaque quart. Les actions semi-fondatrices auront moitié valeur des actions fondatrices, c'est-à-dire qu'elles donneront droit à huit actions de 500 francs. Pour avoir droit aux 16 actions et huit actions ci-dessus, chaque actionnaire, par chaque action de fondation, sera tenu de souscrire, lors de l'émission des 1 200 actions de roulement, deux actions de 500 francs et une par chaque action demi-fondatrice ; dans le cas contraire, chaque action fondatrice sera réduite à 12 actions, et chaque action semi-fondatrice à six.
Diverses autres modifications sont apportées aux statuts par les assemblées générales des 17 décembre 1859, 22 avril 1860, 11 juin et 10 septembre 1861, en vue de faciliter le placement pénible des actions. Enfin, après l'institution de la concession de Douvrin, l'assemblée générale extraordinaire du 2 septembre 1864 vote les statuts définitifs analysés ci-dessous.

### Statuts définitifs
Les anciens statuts sont abrogés. La société est civile. Elle prend la dénomination de Compagnie houillère de Douvrin. Le capital social est fixé à quatre millions de francs, divisés en 8 000 actions de 500 francs. Les actions nos 1 à 3 566, émises à ce jour[Quand ?], sont et restent nominatives. Elles ne participent aux bénéfices qu'après prélèvement, par les actions nos 3 567 à 5 066, d'un intérêt de 5 %. Ces dernières actions sont nominatives jusqu'au jour où elles seront complètement libérées ; dès lors elles seront au porteur. Lorsque les actions nos 1 à 3 566 auront reçu un dividende de 25 francs, tous les titres nos 1 à 5 066 ne formeront plus qu'une seule et même catégorie d'actions. La société est administrée par un conseil composé de cinq membres, possesseurs d'au moins chacun 30 actions. Les administrateurs sont élus pour cinq ans par l'assemblée générale. Le renouvellement aura lieu par cinquième, d'année en année. Les pouvoirs du conseil sont très étendus. Il émet les actions et fixe le prix d'émission. L'assemblée générale aura lieu chaque année le premier jeudi du mois d'août. En feront partie tous les porteurs de cinq actions. Ils auront droit à une voix par cinq actions, sans qu'un même actionnaire puisse réunir plus de dix voix. Un comité, composé de trois membres nommés par l'assemblée générale, est chargé de la surveillance des comptes.

### Concession

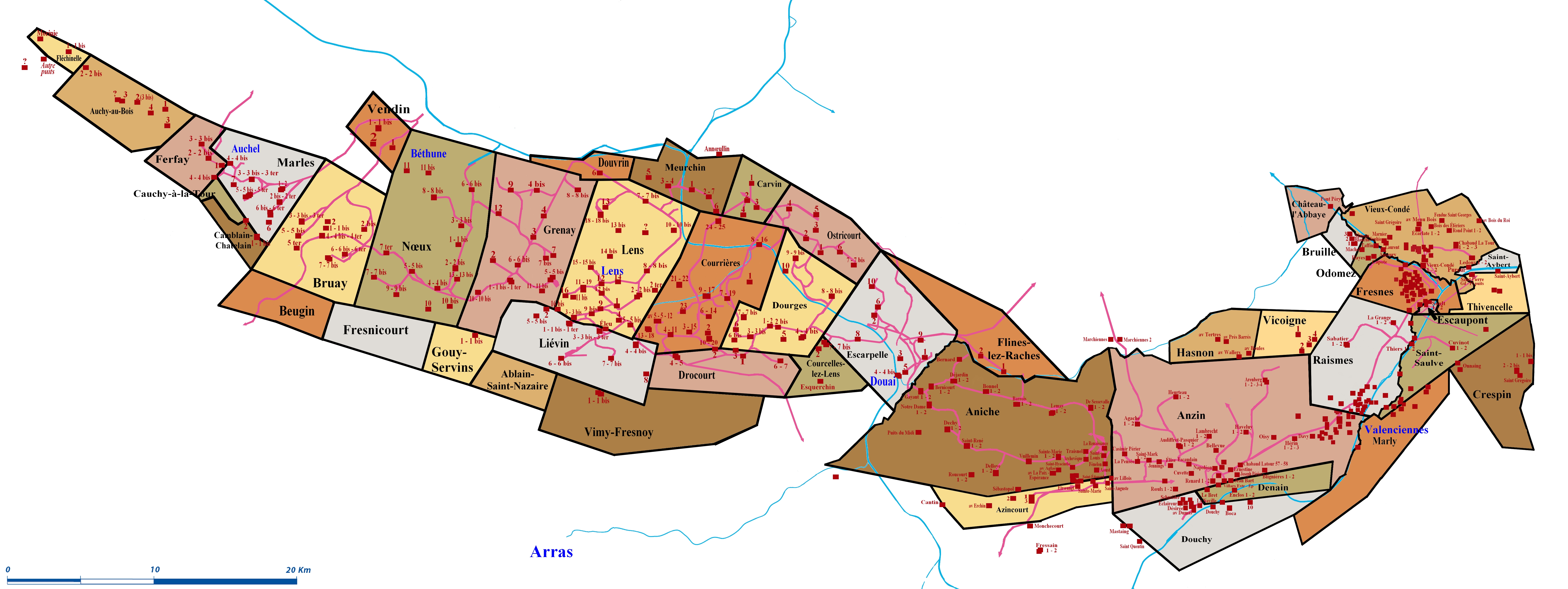
La concession de Douvrin parmi celles du bassin minier hors Boulonnais.

En 1857, la Société d'Houdain fait opposition à la demande d'extension de la concession de Nœux, en alléguant une découverte de charbon faite par elle sur un point voisin. Cette découverte est considérée comme apocryphe par l'administration qui ne tient aucun compte de l'opposition de la Société d'Houdain ; bien plus, elle considère plus tard cette allégation de découverte du charbon comme une manœuvre des plus répréhensibles. Lorsque cette société a transporté ses recherches au nord de la concession de Lens, en 1857, elle fait également opposition à la demande d'extension de cette concession. Toutefois, cette opposition est contestée, mais Émile Vuillemin n'en trouve pas trace dans l'instruction des demandes des Compagnies de Lens et de Meurchin.

Le 10 mars 1859, la Société d'Houdain forme une demande de concession d'une superficie de plus de 24 kilomètres carrés, qu'elle réduit, le 13 septembre suivant, à 14 kilomètres carrés. Une décision ministérielle du 27 octobre 1859, prise sur l'avis du Conseil général des Mines, rejette cette demande. Ce rejet était motivé 
«  sur ce qu'un seul des quatre sondages exécutés par la société a découvert une couche de houille de 57 centimètres d'épaisseur, les trois autres n'ayant atteint que le terrain houiller avec quelques veinules de charbon insignifiantes, et sur ce que tout ce qui résulte jusqu'alors de l'ensemble de ces recherches et de celles auxquelles se livrent diverses Compagnies sur ces mêmes territoires, c'est qu'il existe au nord de la concession de Lens seulement deux kilomètres carrés appartenant à la formation houillère.  »
La Société d'Houdain conteste ces assertions exprimées dans leurs rapports par les Ingénieurs des Mines. Elle expose qu'il a été découvert premièrement le 17 septembre 1858, une veine de 60 centimètres environ, au premier sondage de Douvrin ; deuxièmement, le 6 janvier 1859, une veine de 60 centimètres, au deuxième sondage de Douvrin ; enfin, troisièmement, en mars 1859, deux veines d'ensemble 45 centimètres environ, séparées par 25 centimètres de schiste, au sondage d'Auchy.

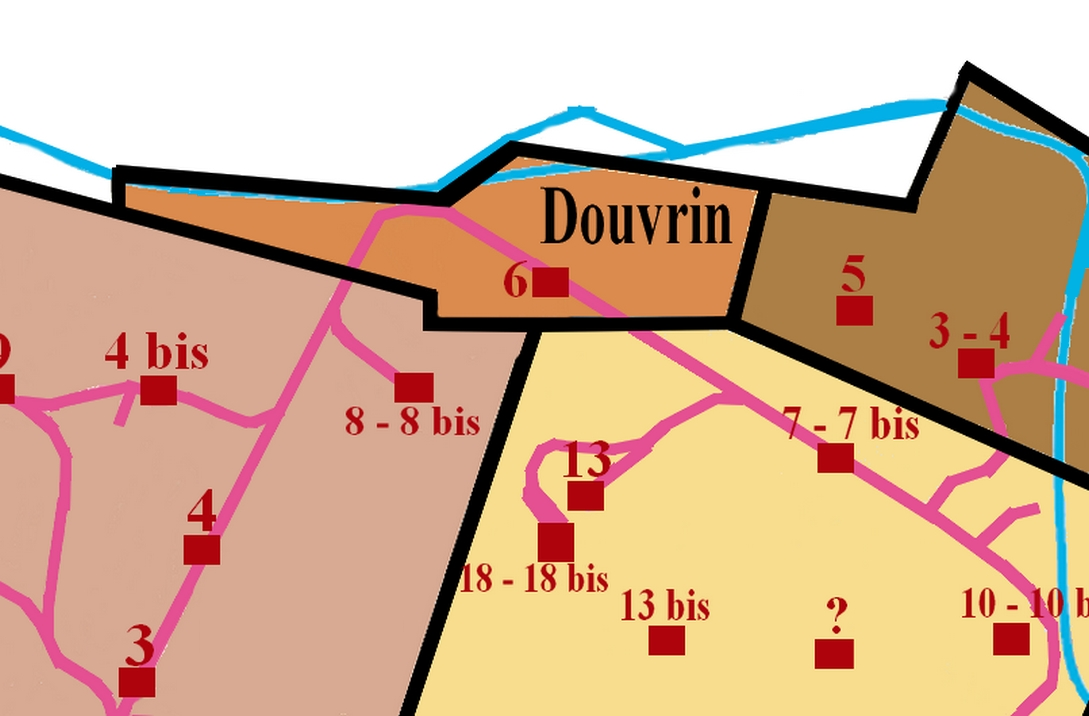
La fosse d'Haisnes, devenue no 6 de Lens, parmi les fosses et les concessions avoisinantes.
Concession de Douvrin
Concession de Meurchin
Concession de Grenay
Concession de Lens

En même temps, elle ouvre un nouveau trou de sonde à côté du sondage no 382 de Douvrin, pour confirmer la rencontre de la houille dans ce sondage, qui est en effet constatée en avril 1860. Sur les instances de la Société d'Houdain, le ministre des Travaux publics Eugène Rouher ordonne, le 16 mai 1860, un supplément d'instruction ; et le 11 juillet suivant, le conseil général des Mines se prononce, quatre membres pour le rejet, et quatre membres pour l'adoption de l'affichage de la demande de concession. L'instruction de cette demande se poursuit pendant trois années au milieu de péripéties très diverses qui placent la société dans une situation des plus critiques. Elle a fait des dépenses considérables, soldées en grande partie par des emprunts successifs à courtes échéances, qu'il faut renouveler sans cesse et avec des difficultés croissantes. Le discrédit le plus complet s'est attaché à la Compagnie ; les émissions d'actions, tentées sous toutes les formes, ont entièrement échoué, et les administrateurs se trouvent sous le coup de poursuites de la part des créanciers, qui veulent saisir leurs biens, et le matériel de la fosse de Douvrin.

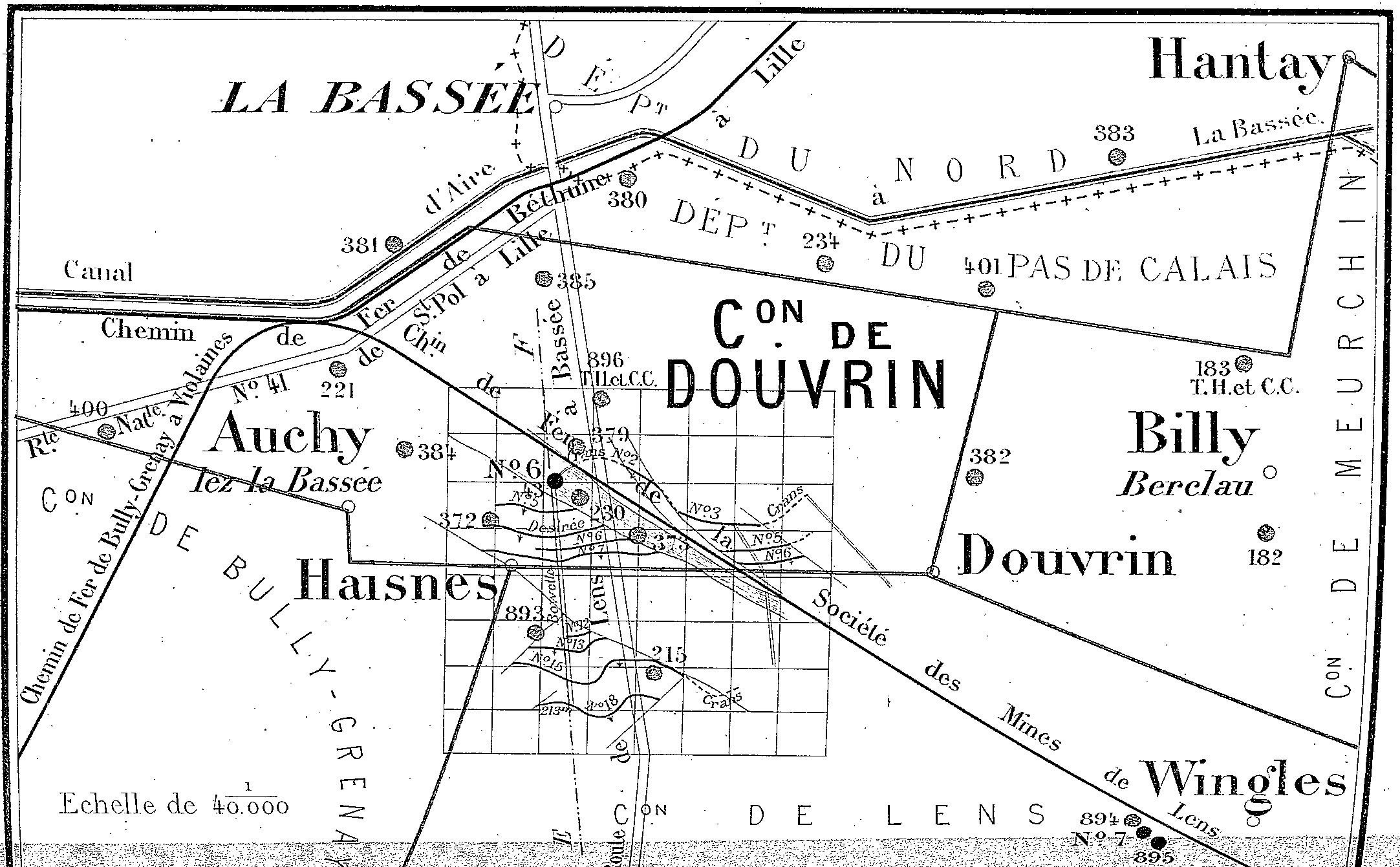
État des travaux vers 1880.

Le 7 août 1862, la demande de concession est portée devant le Conseil d'État, et la discussion engagée, lorsque M. de Bourseuille entre dans la salle, et donne lecture d'une dénonciation adressée au ministre par un sieur Roger (de Wazemmes), se disant actionnaire de la société. D'après cette dénonciation, les administrateurs auraient demandé qu'il soit mis à leur disposition 250 actions de 500 francs chacune pour acheter et corrompre les employés du ministère et obtenir de leur complaisance la concession. Le secrétaire général, au nom du ministre, demande qu'il soit sursis à l'examen de l'affaire jusqu'après le résultat de l'enquête prescrite par le ministre sur cette grave inculpation. Le dossier est retiré du Conseil d'État. Dans l'enquête faite par le préfet du Pas-de-Calais, les administrateurs répondent par un mémoire de 25 pages et des documents tendant à établir que les 250 actions votées dans l'assemblée générale du 11 juin 1861, par 52 actionnaires réunissant 232 voix, contre quatre ayant 34 voix, ont été votées pour reconnaître les services rendus par deux administrateurs et leurs collaborateurs, et que ces 250 actions n'ont pas encore été distribuées ; par conséquent, qu'elles n'ont pu servir à influencer des employés du ministère pour l'obtention de la concession.
L'enquête est complètement favorable aux administrateurs de la Société de Douvrin, et le sieur Roger reconnaît lui-même que son accusation ne reposait sur aucun fondement. Le conseil intente une action contre ce dernier qui est condamné, par jugement du tribunal civil de la Seine du 26 décembre 1863, pour dénonciation calomnieuse, à des dommages et intérêts envers les administrateurs et la Société de Douvrin, avec insertion, dans deux journaux, dudit jugement. Enfin paraît le décret du 18 mars 1863 qui institue en faveur de la Compagnie de Douvrin, constituée le 10 septembre 1861 par la transformation de l'ancienne Société d'Houdain, une concession de 700 hectares. Ce décret délimite de manière précise la concession, qui est établie sur les communes de Douvrin, Haisnes, Auchy-lez-La-Bassée, Violaines, Givenchy, Cuinchy et Cambrin,. Un décret du même jour accorde à la Compagnie de Meurchin une extension de sa concession de 137 hectares,,. La concession de Douvrin a été achetée, en 1873, par la Compagnie de Lens, moyennant le prix de 500 000 francs, et sa réunion à la concession de Lens a été autorisée par décret du 5 mars 1875.

### Lettres curieuses
Quelques extraits de correspondance sont intéressants à citer pour montrer les moyens auxquels on a recours pour tromper des actionnaires.
Le 29 juin 1865 :

« Attendez-vous à recevoir la visite à Douvrin de MM. X... Vous avez trop l'intelligence des affaires pour ne pas savoir que les meilleures opérations ont encore besoin de mise en scène ; veuillez donc vous arranger pour produire le meilleur effet ; que M. Y... explique abondamment qu'on tire actuellement 700 à 800 hectolitres de charbon par jour et qu'on se prépare à en tirer 1 500 à 1 800 l'hiver prochain. Pour prouver l'extraction de 700 à 800 par jour, il faudrait faire en sorte d'avoir sous la main, au moment de l'arrivée, une certaine quantité de berlines pleines, qu'on ferait remonter vivement pendant la visite pour témoigner de l'activité qu'on déploie déjà. Il faudrait aussi que vous, Monsieur, quand M. Y... aura développé toutes ces ressources en charbon, que vous expliquiez vous-même combien l'écoulement est facile, et pour le prouver, il faudrait faire en sorte d'avoir une certaine quantité de voitures en charge en route partant pleines, revenant vides, etc. Il faudrait aussi faire mouvoir les ouvriers pour démontrer qu'il y en a beaucoup et que l'affaire est en bonne voie. »

Le 22 février 1869 :

« Pour que M. X... apporte à la compagnie les fonds dont elle a besoin, il ne lui manque qu'une liste de personnes bien posées qu'il puisse donner comme références à ses clients. Cette liste il faut que tous nous contribuions à la former, et que nous la composions de noms de toutes sortes, maires, curés, industriels, etc., sur lesquels nous puissions compter et qui répondraient à des demandes de renseignements, la lettre ci-après : La situation du charbonnage de Douvrin est prospère ; elle est due à différentes causes : la bonne qualité et l'abondance des charbons qu'elle extrait actuellement, et son admirable position géographique sur le chemin de fer de Lille à Bêthune et sur le canal d'Aire à la Bassèe. Sa concession est la plus rapprochée du grand centre industriel de Lille, Roubaix, Tourcoing, etc., pays riche et qui consomme des masses énormes de charbon ; je crois que Douvrin, plus jeune que les autres charbonnages voisins, atteindra le degré de prospérité de ceux-ci quand son exploitation aura atteint tout son développement. C'est une affaire honnêtement administrée. Voilà le sens, sinon les termes exacts de ce que nous vous dirions devoir répondre. Faites donc en sorte de vous aboucher avec quelques personnes de vos amis pour les décider à vous prêter leur concours : les huissiers du pays, que vous connaissez tous, ne sauraient vous refuser ; vous avez aussi les industriels qui se fournissent à la fosse ; vous pourriez voir les curés de Douvrin ou de Haisnes, en leur remettant des bons pour leurs pauvres. Enfin, il faut absolument placer la compagnie dans une situation de bon crédit, et il n'est pas trop du concours de tous ses agents, et puisque M. X... ne demande que cette chose si simple : de bons renseignements, donnons les lui. P. S. : il est essentiel que vous voyiez vous-même chacune des personnes dont vous me donnerez les noms et que vous leur remettiez à chacune une copie de ce qu'elles auront à répondre ; il est bien entendu que cette copie doit être conçue en termes variés pour que les réponses se ressemblent au fond, mais non dans la forme. Il est aussi essentiel que la rédaction soit affirmative et qu'on ne dise pas, par exemple : La Société se trouve maintenant dans des conditions plus favorables que précédemment. Il faut qu'on dise : La Société se trouve dans des conditions favorables, sans faire allusion au passé de l'affaire. Nous comptons sur vous. »

Le 22 mai 1869 :
« Dans une de vos précédentes lettres, vous nous avez indiqué M. le Curé de Douvrin, comme référence à nos correspondants. L'un d'eux lui a écrit et il lui a été répondu ceci :

« Vous avez raison, Monsieur, de vous méfier des actions qu'on vous offre, elles ont si peu de valeur, qu'elles n'ont même pas cours à la Bourse de Lille et ne se vendent qu'au loin, dans les prix de 50 à 55 francs. Ce charbon est trop maigre pour que l'exploitation prenne de grands développements, et rapporte un dividende quelconque aux actionnaires. »

Vous voyez que des renseignements de cette nature ne nous aideront pas beaucoup à terminer l'émission. Voyez donc M. le Curé de Douvrin et priez-le de s'abstenir de répondre à l'avenir.  »

## Production

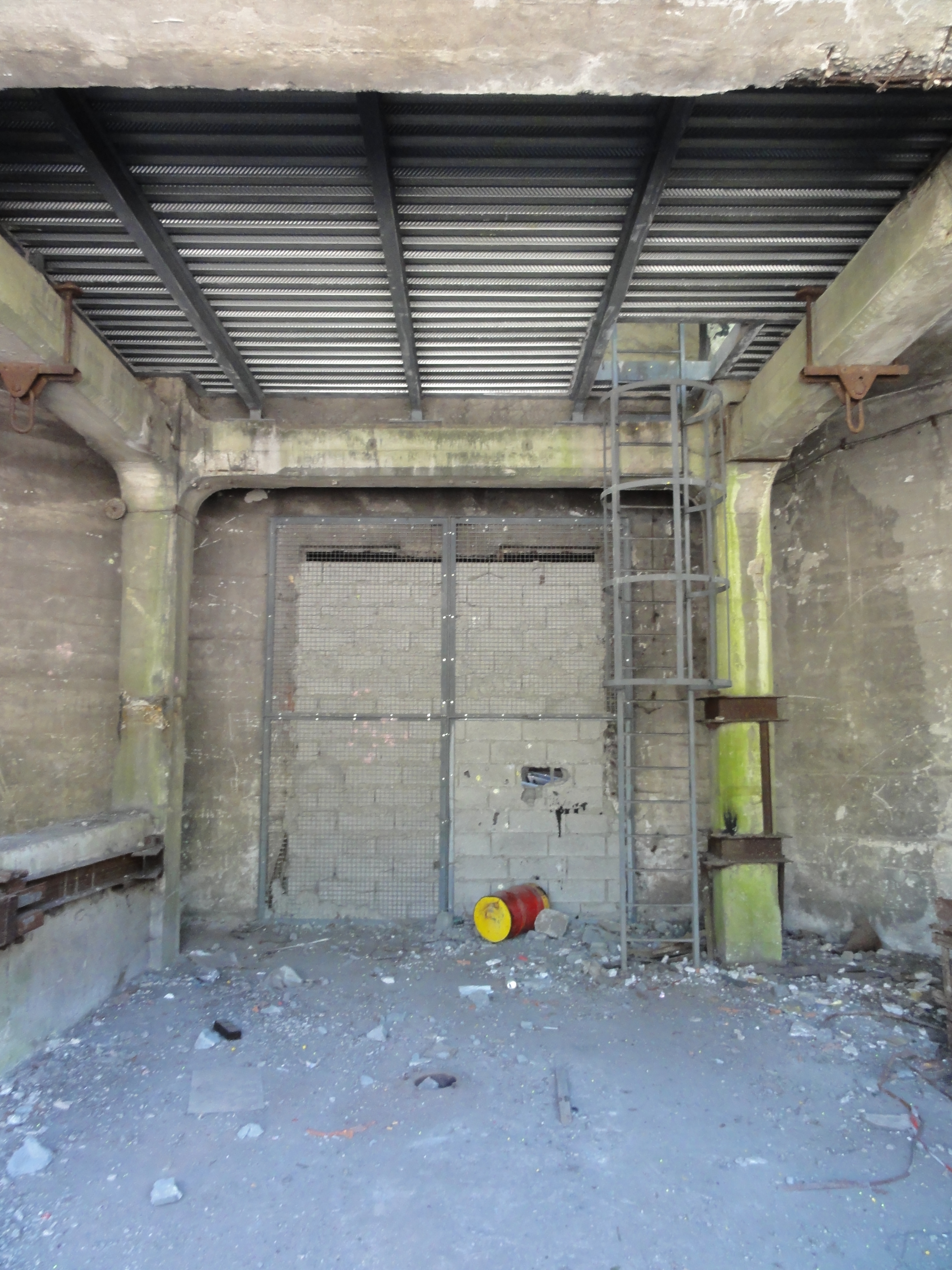
L'orifice du puits est obturé par une dalle en béton. C'est par là que remontait la production.

La fosse de Douvrin commence à extraire du charbon en 1861. Mais pendant les cinq premières années, son extraction est très faible, comme le constatent les chiffres de 1 425 tonnes en 1861, 4 571 tonnes en 1862, 419 tonnes en 1863, 832 tonnes en 1864 et 5 405 tonnes en 1865, soit 12 642 tonnes sur la période.
Les quatre années suivantes sont plus favorables ; ainsi la production est de 23 575 tonnes en 1866, 20 738 tonnes en 1867, 12 358 tonnes en 1868 et 11 434 tonnes en 1869, soit 68 105 tonnes sur la période. Elle redescend ensuite à 6 731 tonnes en 1870, 5 361 tonnes en 1871, 2 709 tonnes en 1872 et 2 484 tonnes en 1873, soit 17 285 tonnes sur la période.
La concession de Douvrin ayant été achetée en octobre 1873, par la Compagnie de Lens, à partir de ce moment la production de la fosse de Douvrin figure dans la production totale de celle de Lens. L'extraction totale de la Compagnie de Douvrin est de 98 032 tonnes.

## Données financières

### Émission des actions
Sur les 8 000 actions de 500 francs formant le fonds social, il a été attribué aux fondateurs par les actes des 12 et 24 décembre 1858, en compensation de leurs apports, 1 910 actions libérées, mais à la condition de souscrire une action de roulement de 500 francs par chaque part de huit actions. 96 actions libérées ont été mises à la disposition du conseil, par l'acte du 1er mai 1857, pour rémunérer des services rendus ; 250 actions libérées ont été mises à la disposition du conseil, par décision de l'assemblée générale du 11 juin 1861, également pour rémunérer des services rendus, soit un total de 2 256 actions libérées.
1 310 actions payantes, dites de roulement, sont émises avant la constitution du 10 septembre 1861, dont 268 au pair de 500 francs pour 134 000 francs, 529 au taux de 300 francs pour 158 100 francs, six au taux de 215 francs pour 1 650 francs, 500 au taux de 200 francs pour 100 000 francs et sept au taux de 828 francs pour 2 300 francs, soit un total de 1 310 actions (au taux moyen de 303 francs) pour 396 650 francs. La souscription de ces 1 310 actions payantes n'a été obtenue que très difficilement et par de nombreuses tentatives d'émissions successives dont la plupart ont complètement échoué. Ainsi, le 4 janvier 1861, une circulaire adressée aux actionnaires annonce l'émission d'actions au prix de 400 francs, dont la souscription leur est réservée par privilège. Une seule action est souscrite.
L'Assemblée générale du 11 juin 1861 décide l'émission de 2 000 actions privilégiées de 500 francs, rapportant 30 francs d'intérêt. Malgré ces conditions avantageuses, le conseil, dans sa séance du 11 juillet suivant, « apprend avec peine que la souscription aux 2 000 actions privilégiées, ouverte depuis le 20 du mois dernier, est sans effet. Un seul actionnaire s'est présenté au siège social pour souscrire une action, c'est le sieur X, gendarme à Lens. Les actionnaires n'ont pas mieux apprécié l'émission des actions privilégiées que les précédentes émissions de 1859 et 1860. Est-ce impuissance ou mauvaise volonté de leur part ? Leur exemple est d'un fâcheux augure pour l'avenir de la Société ». À Paris, la souscription n'a obtenu aucune adhésion. Un membre propose la liquidation et la dissolution de la Société. Le conseil se prononce pour l'ajournement de cette mesure.
Cependant une maison de banque de Paris se charge, par traité du 2 novembre 1861, d'ouvrir une souscription pour le placement des 1 200 actions privilégiées au taux de 450 francs, et à la condition que ces actions soient remboursées au pair, par l'actif de la société, si la concession n'est pas obtenue. Les trois cinquièmes du produit des actions doivent servir à couvrir les emprunts alors contractés, et les deux autres cinquièmes à faire face à l'achèvement des travaux. Mais, à la suite du discrédit de la Société de Douvrin et de l'incertitude qu'une concession lui soit accordée, le placement de ces actions ne peut pas être réalisé, et le traité est résilié en mars 1862.
Au commencement de cette année 1862, il est dû trois quinzaines aux ouvriers qui refusent de continuer à travailler. Il y a en circulation des obligations souscrites par les administrateurs, pour des sommes importantes, et qui arrivent à échéance sans que la société ait les moyens de les payer. Des poursuites sont exercées contre les administrateurs. Les créanciers menacent de saisir les meubles des dits administrateurs, ainsi que tout le matériel de la fosse ; une de ces saisies est même effectuée et suivie d'une annonce dans les journaux de la mise en vente du matériel.
Après l'obtention de la concession, le 18 mars 1863, la Compagnie doit s'occuper de se procurer des ressources pour reprendre les travaux de la fosse qui ont été interrompus. Il est proposé à l'assemblée générale de juin 1863, l'émission de 2 070 actions libérées de 500 francs, à 450 francs, avec jouissance d'un intérêt annuel fixe de 25 francs. Les 2 070 actions anciennes qui souscrivent les 2 070 actions nouvelles jouiraient également chacune d'un intérêt annuel fixe de 25 francs. Cet intérêt cesserait d'exister lorsque les produits de l'exploitation permettraient de donner un dividende de 25 francs à toutes les actions. À cette date il a été émis 3 570 actions, qui, ajoutés aux 2 070 actions nouvelles donneraient 5 640 actions ; il reste à la souche 2 360 actions, soit un ensemble de 8 000 actions. Les actions libérées sont invendables à 125 francs. Il n'est souscrit d'actions nouvelles que par les administrateurs et des membres de leur famille. Par suite, la souscription est annulée, et la société reconnaît qu'il est impossible de compter sur les actionnaires pour apporter de nouveaux fonds dans l'entreprise. Après l'échec de l'émission des actions votées par l'assemblée générale de juin 1863, le conseil d'administration entre en négociations avec des capitalistes français et anglais pour se procurer des ressources.
Ces derniers envoient un ingénieur anglais visiter l'établissement de Douvrin, et les négociations paraissant devoir aboutir, il est donné, le 22 octobre 1863, pouvoir au président du conseil de traiter sur les bases suivantes : premièrement, les 3 570 actions de 500 francs alors émises entrent dans le capital de la société nouvelle pour les deux tiers de leur capital nominal, en sorte que chaque actionnaire recevra deux actions nouvelles pour trois actions anciennes ; deuxièmement, les 1 500 obligations émises, avec les intérêts, constituant une dette de 754 695 francs, le capital de la nouvelle Société devra être au moins de cinq millions ; troisièmement, une somme d'un million de francs en actions sera attribuée aux capitalistes anglais qui se chargent de la souscription des actions à émettre ; quatrièmement, le traité à intervenir devra être ratifié par l'assemblée générale.
La proposition ci-dessus est remplacée par la suivante des capitalistes anglais : premièrement, la société sera transformée en une nouvelle à responsabilité limitée suivant la loi anglo-française, au capital de 2 800 000 francs, représentés par 5 600 actions de 500 francs au porteur ; deuxièmement, les 3 570 actions émises recevront 2 380 actions de la nouvelle société, libérées de 500 francs, soit deux actions nouvelles pour trois anciennes, et les 3 220 actions nouvelles restant seront attribuées aux capitalistes ; troisièmement, les nouveaux capitalistes fourniront, dans le délai d'un mois, 600 000 francs, dont 500 000 pour fonds de roulement de la nouvelle société, et 100 000 francs pour solder les intérêts échus des 1 500 obligations ainsi que toutes les dettes ; quatrièmement, après prélèvement de l'intérêt et de l'amortissement des 1 500 obligations émises, sur les bénéfices, les 3 220 actions des capitalistes prélèveront 40 francs par action ; sur le surplus des bénéfices, les 2 380 actions des anciens actionnaires prendront également 40 francs chacune, et le restant des bénéfices sera partagé ensuite entre les 5 600 actions, ou ajouté à la réserve ; cinquièmement, un ingénieur anglais dirigera les travaux.
L'assemblée générale repoussant cette combinaison, les membres du conseil d'administration donnent leur démission le 2 mars 1864, le nouveau conseil nommé dans l'assemblée générale du 22 mars 1864 adresse la circulaire suivante aux actionnaires : premièrement, il est fait un appel de 50 francs à chacune des actions émises jusqu'à ce jour[Quand ?], les actions qui auront fait ce versement jouiront d'une prime annuelle de dix francs. La souscription sera annulée si elle n'atteint pas au moins 3 000 actions. Deuxièmement, il est émis 500 obligations de 300 francs portant un intérêt de 20 francs, remboursables à 400 francs, par quinzième, à partir de 1868. Chaque souscripteur actionnaire jouira d'une prime de dix francs par obligation.
1 541 actions seulement répondent à l'appel de 50 francs, et il n'est souscrit que 91 obligations. On entame des négociations avec la Société générale pour se procurer des ressources ; mais ces négociations n'aboutissent pas. On s'abouche alors avec le directeur de « l'Office général des Compagnies houillères » qui offre de se charger de l'émission des 1 500 actions autorisée par l'assemblée générale de juin 1864, à la condition que la Société de Douvrin reçoive 325 francs par action émise à 500 francs, avec intérêt annuel de 25 francs. Un traité est conclu, et des prospectus répandus dans le public. Le placement de ces 1 500 actions n'est réalisé que très difficilement et par parties successives, et dure jusqu'en 1869. Il procure cependant quelques ressources à la Compagnie de Douvrin qui lui permettent de végéter péniblement. Elle ne vit que d'expédients, d'émissions de traites tirées sur le directeur de l'Office général des Compagnies houillères, et pour lesquelles elle fait les fonds à l'échéance, fonds qu'elle ne se procure que par la négociation de nouvelles traites à des dates plus reculées.
L'exploitation a été reprise. Elle fournit une certaine quantité de charbon maigre, menu, que l'on n'écoule que très difficilement et à bas prix. Il est intéressant de voir les moyens auxquels on doit recourir pour obtenir le placement des actions de la Société, et pour obtenir ainsi quelques ressources afin d'empêcher l'entreprise de sombrer. Des lettres incitent la compagnie à tromper les actionnaires.

### Valeur des actions
Lors de la constitution définitive de la société, le 10 septembre 1861, il est émis 2 256 actions libérées, de 500 francs, et 1 310 actions payantes, soit 3 566 actions.
Peu de temps auparavant, en juillet 1861, il est vendu 72 actions bénéficiaires ou libérées, qui doivent rester à la souche jusqu'après l'obtention de la concession, à 275 francs ; et 50 actions de roulement, ou payantes, à 300 francs. Mais cette vente donne lieu à un procès qui se termine par un jugement du tribunal de Béthune déclarant nulle la vente de ces actions. Il est tenté, au commencement de 1861, d'émettre des actions à 400 francs mais une seule action est souscrite. Une seconde émission d'actions de 500 francs, rapportant 30 francs d'intérêt annuel, tentée au milieu de la même année 1861, n'a pas eu plus de succès que la première. Une troisième tentative, faite au commencement de 1862 par l'intermédiaire d'une maison de banque de Paris, a le même sort que les deux premières. Après l'obtention de la concession, le 18 mars 1863, a lieu une quatrième tentative d'émission d'actions à 450 francs, et intérêt de 25 francs qui se solde par un nouvel échec. Les actions sont cotées à la Bourse de Lille à 75 francs. En juin 1864, l'Office général des Compagnies houillères se charge de l'émission de 1 500 actions de 500 francs, rapportant un intérêt annuel de 25 francs, en prélevant, à titre de rémunération, une prime de 175 francs par action. Cette émission exige quatre années pour sa réalisation, et l'emploi de manœuvres dont on peut se faire une idée par les extraits de la correspondance citée ci-dessous.
Malgré tout, les actions sont invendables. Au commencement de janvier 1869, sur l'annonce de la vente de 100 actions à la Bourse de Lille, l'un des administrateurs, pour empêcher cette vente dont l'effet aurait été désastreux pour la société, fait l'acquisition, pour le compte de la société, de ces 100 actions et de vingt autres qu'on promène sur la place, le tout au prix de vingt francs l'une. Le nombre d'actions émises est alors de 4 340.

### Emprunt
Au commencement de 1862, la société est aux abois. Toutes les tentatives d'émission d'actions, même avec intérêt garanti, ont échoué. Les dettes sont considérables ; certains créanciers exercent des poursuites, et ont même fait saisir les immeubles, la fosse et son matériel. De plus, le ministre ne veut pas envoyer au Conseil d'État le dossier de la concession qu'après justification du payement intégral des dettes de la société.
Le conseil d'administration réunit une assemblée générale, lui expose la situation critique de l'entreprise, et lui propose, comme seul moyen de la sauver, un emprunt par obligations. Cette proposition est acceptée, et une circulaire adressée à tous les actionnaires les informe de l'émission de 1 500 obligations de 450 francs, rapportant 22,50 francs, et remboursables à 500 francs, en quinze ans, à partir du 15 mai 1868. La souscription de ces obligations est réservée aux actionnaires dans la proportion d'une obligation par deux actions. Les actions qui souscriraient les obligations, jouiraient, hors part, et pendant six ans, à dater du 15 mai 1862, d'un intérêt privilégié de quinze francs par an, à prélever sur les bénéfices nets de la société ; tandis que les actions qui ne souscriraient pas les dites obligations, ne jouiraient d'un dividende que six ans après celles qui les auraient souscrites, c'est-à-dire qu'à partir du 16 mai 1868.
Malgré ces avantages considérables, les actionnaires se montrent peu empressés à souscrire les obligations. La moitié est prise par l'un des administrateurs qui a endossé des effets de la société, et avec une réduction de 40 000 francs sur le prix d'émission. On se procure ainsi 635 000 francs qui servent à arrêter les saisies, à rembourser les hypothèques et les autres dettes. En 1868 et 1869, les obligations, sorties au tirage au nombre de 72 et de 75, ne peuvent être remboursées, et les intérêts ne sont pas payés, faute de fonds. L'un des porteurs de ces obligations s'adresse, le 18 août 1869, au tribunal de Béthune pour provoquer la dissolution de la société.
Les administrateurs veulent alors opérer eux-mêmes aimablement une liquidation. Deux assemblées générales sont réunies à cet effet, et la deuxième, quoique ne réunissant pas le nombre de voix requis, décide le 19 octobre cette liquidation. Le tribunal de Béthune, par jugement du 9 décembre 1869, refuse d'homologuer la décision de l'assemblée générale, prononce la dissolution de la Société de Douvrin, et nomme trois liquidateurs pour procéder aux opérations de la liquidation.

### Vente de la concession
Un jugement du tribunal de Béthune, du 9 décembre 1869, déclare la dissolution de la Société de Douvrin, et nomme trois liquidateurs. Sur la requête de ces derniers, le même tribunal par jugement du 18 juillet 1873, ordonne la mise en vente, par adjudication publique, sur la mise à prix de 300 000 francs, de tous les immeubles de la Société.
Ces immeubles se composent de la concession s'étendant sur 700 hectares 32 ares, et du puits avec ses travaux, du matériel, machine d'extraction horizontale de 50 chevaux, machine alimentaire, trois générateurs, cages, berlines..., de quatre hectares 48 ares cinq centiares de terrain sur lesquels sont érigés les bâtiments du puits, les logements de l'ingénieur, du comptable, d'un certain nombre d'ouvriers, les bureaux, magasins et ateliers.
Une première adjudication a eu lieu le 6 septembre 1873, au prix de 360 000 francs, en faveur de 40 porteurs d'obligations. Mais, le 13 du même mois, il est mis une surenchère de 65 000 francs. L'adjudication définitive est prononcée à la barre du tribunal de Béthune le 3 octobre 1873, après plusieurs enchères successives, au profit de la Compagnie des mines de Lens, moyennant le prix de 500 000 francs. Un décret du 5 mars 1875 autorise cette Compagnie à réunir à sa concession primitive la concession de Douvrin.

### Résultats de la liquidation
La concession de Douvrin, avec son puits, son matériel, et ses immeubles, est vendue 500 000 francs. Les dettes de la société se montent à 930 020,95 francs, dont le capital de 1 488 obligations émises à 450 francs soit 669 600 francs, 11/21 de prime de remboursement à 50 francs, sur les dites obligations soit 38 985,60 francs, les intérêts échus, et non payés, au 31 juillet 1873, soit 167 740,05 francs. Il est dû à divers créanciers 64 927,45 francs dont 11 223,15 francs à déduire à divers débiteurs soit 53 704,30 francs. Si l'on tient compte des frais de la liquidation, les créanciers de la Société de Douvrin n'ont par reçu plus de 50 % de leurs créances.

### Dépenses
Les dépenses faites par la Société de Douvrin, depuis l'origine des recherches jusqu'à la vente de la concession en 1873, peuvent être évaluées à 2 009 130 francs, dont environ 100 000 francs pour les dépenses de la société de recherches, 396 650 francs pour le produit de l'émission de 1 310 actions à un taux variable de 500 à 200 francs, 562 500 francs pour le produit de l'émission de 1 500 obligations à 375 francs, 669 600 francs pour l'emprunt de 1 488 obligations à 450 francs, 260 430 francs pour les dettes de la société lors de la liquidation et 20 000 francs environ pour les frais de la liquidation.
En déduisant des 2 009 130 francs du total des dépenses les 500 000 francs du prix de vente de la concession, il apparaît que la perte de la société est de 1 509 130 francs.

## Sondages
La Compagnie des mines de Douvrin a effectué neuf sondages. En 1855, elle exécute à Houdain le sondage no 386 dit sondage à Houdain no 1, qui est stoppé dans les schistes dévoniens à 45 mètres. Le sondage de Divion no 2 (no 387) est fait en 1855 et 1856, et atteint les schistes dévoniens à la profondeur de 140 mètres où il est abandonné.
La Compagnie reporte ensuite ses recherches au sud de la concession de Nœux en 1856 et 1857, et effectue le sondage de Bouvigny-Boyeffles qui atteint la base de la formation crétacée à 154,75 mètres, il est poursuivi jusque 192 mètres. D'après l'ingénieur des Mines Sens, ces schistes appartiendraient sans doute à la formation de calcaire carbonifère. Prévoyant une extension de la concession de Nœux sur les terrains où a été effectué le sondage, les recherches sont reportées au nord des concessions de Grenay et de Lens.
Le sondage de Salomé (no 383) est entrepris en 1857. Il a passé le tourtia à la profondeur de 143 mètres et a ensuite pénétré « dans des terrains noirs, puis blancs-brun ». Le sondage de Douvrin no 2 (no 382) est exécuté contre les dernières maisons au nord du village en 1858. Le terrain houiller est atteint à la profondeur de 138,35 mètres, le sondage aurait, d'après la Compagnie, découvert une couche de houille de 57 centimètres en janvier 1859, à la profondeur de 169,37 mètres, il est arrêté à 171 mètres. Les ingénieurs des minées ayant contexté cette découverté, la Société d'Houdain a fait ouvrir, en 1860, un deuxième sondage à côté, qui a traversé la même couche de houille, qui a été constatée par l'ingénieur en chef, sur l'ordre du ministre, puis une seconde couche de 80 centimètres. Le premier sondage de Violaines a atteint le terrain houiller à 161,50 mètres, puis des schistes argileux parsemés de pyrites. Il a été arrêté à la profondeur de 200 mètres car il n'a pas rencontré de traces de houille. Le deuxième sondage de Douvrin (no 401), datant de 1858, a effleuré le terrain houiller à 140,50 mètres. Il a été arrêté à la profondeur de 142 mètres après avoir, semble-t-il, traversé une veine de houille de 42 centimètres de hauteur verticale. Le sondage d'Auchy-la-Bassée, ouvert la même année, a atteint le terrain houiller à 150,93 mètres. Il a traversé deux veinules insignifiantes et d'après M. Sens et la Compagnie, il a traversé une veine de 70 centimètres d'épaisseur, coupée par 25 centimètres d'escaillage et de charbon. Enfin, la Compagnie ouvre en 1858 un sondage à Haisnes (no 385) près de la route de Béthune à Lille. Le calcaire carbonifère est atteint à 143,50 mètres et le sondage est abandonné à 144,69 mètres.

## Fosse d'Haisnes
50° 30′ 45″ N, 2° 48′ 14″ E

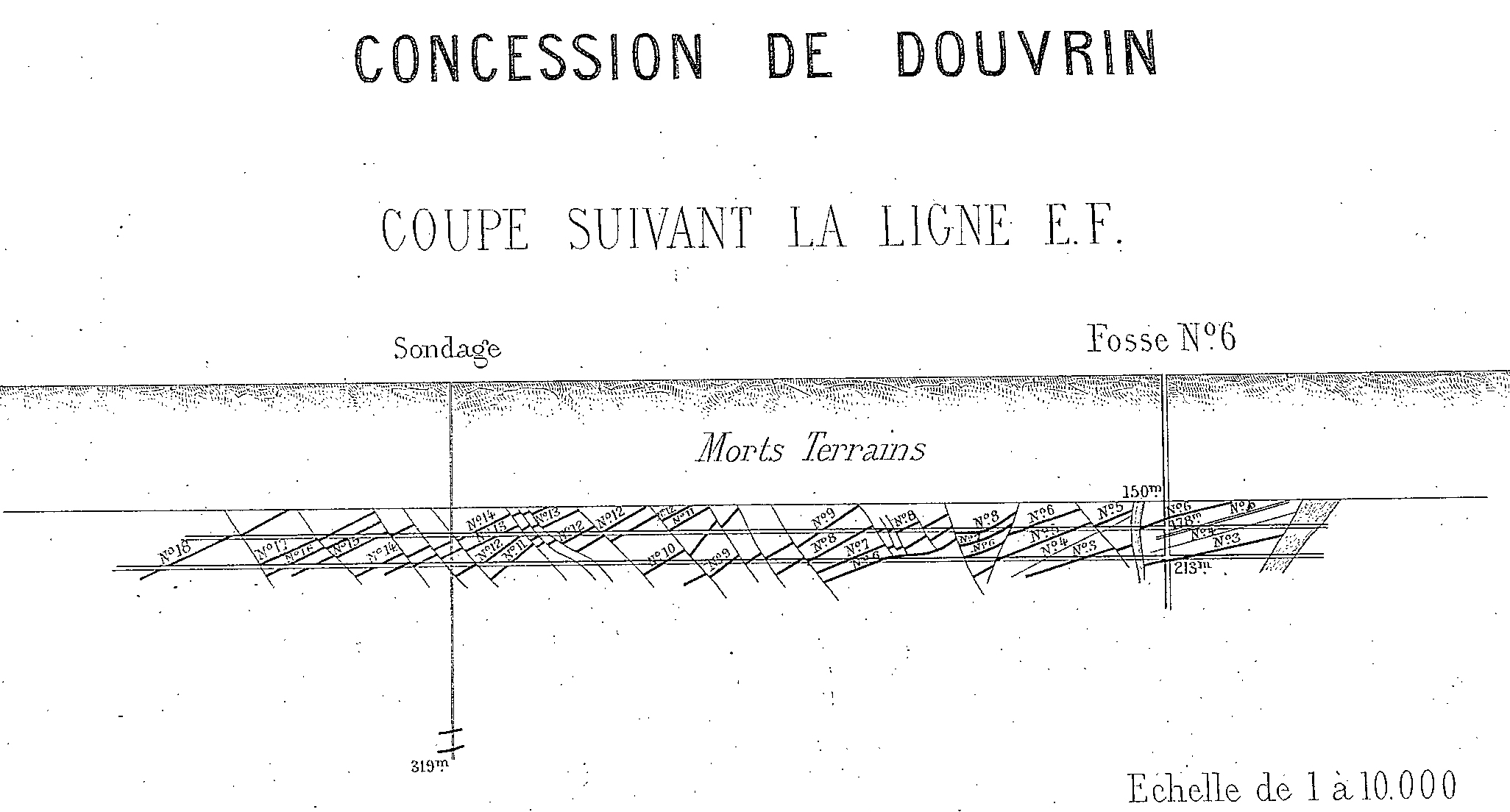
Coupe transversale via un sondage et la fosse d'Haisnes.

La Société a ouvert en mars 1859 un puits d'extraction au diamètre utile de 4,04 mètres, sur le territoire d'Haisnes, à environ 400 mètres de la limite nord de la concession de Lens, à 200 mètres à l'ouest de la route de Lens à la Bassée, et à 500 mètres au nord du clocher d'Haisnes. Le niveau est passé avec une machine d'épuisement de 120 chevaux. Le maximum d'eau est de 740 hectolitres par minute. Le cuvelage commence à 2,70 mètres et finit à 77,30 mètres en octobre 1860, puis définitivement à 80,20 mètres. Le puits rencontre le terrain houiller à 150 mètres,, et on y ouvre deux accrochages, à 178 et à 213 mètres,, dont les bowettes ont traversé sept couches de houille maigre, tenant 8,1 % de matières volatiles.

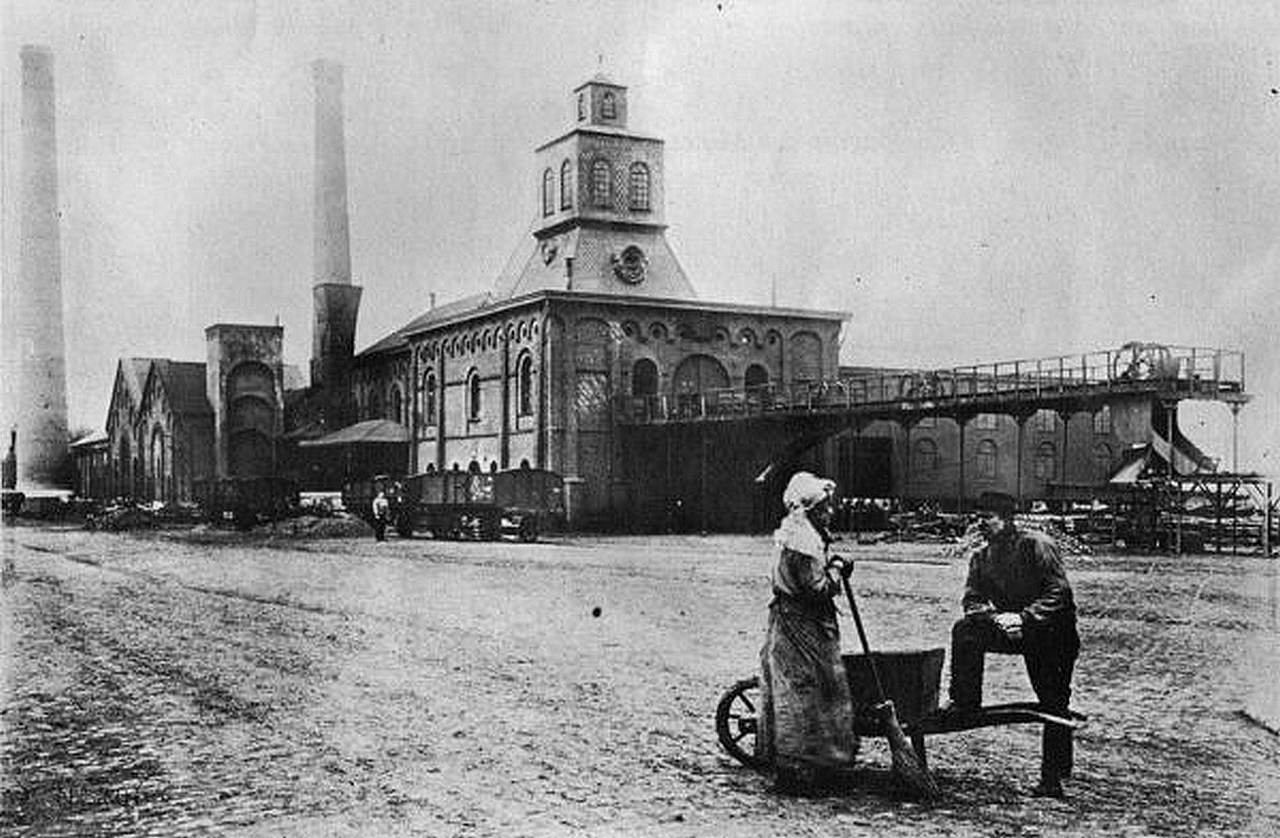
La fosse vers 1900, les bâtiments sont d'origine.

La fosse commence à produire en 1861. Cinq de ces veines sont exploitables et ont été exploitées sur une certaine étendue. Mais leur allure est irrégulière et découpée par de nombreuses failles ; de 1861 jusqu'à 1866 leur exploitation ne fournit que des produits insignifiants, s'élevant, en totalité, pendant ces cinq années, à 12 642 tonnes seulement. Le défaut de ressources financières et l'incertitude dans laquelle se trouve la société relativement à l'obtention d'une concession, l'ont déterminée, en 1863 et 1864, à suspendre à peu près entièrement son exploitation. On a toutefois approfondi la fosse jusqu'à 240 mètres, et retrouvé la veine no 5 avec une allure plus régulière et une puissance de 1,20 à 1,50 mètre. Un décret du 18 mars 1863 a accordé à la Compagnie de Douvrin une concession de 700 hectares ; une maison de Paris a fourni les fonds nécessaires à la reprise des travaux. Au-dessous de 213 mètres, les veines sont atteintes et exploitées par des bures. Le bure établi à 1 200 mètres au sud de la fosse constitue, par sa section et son armement, un véritable puits intérieur ; deux étages y ont été établis aux profondeurs de 325 et 434 mètres. L'orifice du puits de la fosse d'Haisnes est situé à l'altitude de 26,18 mètres.
L'extraction de la fosse de Douvrin qui n'est que de 5 405 tonnes en 1865 s'élève à 23 575 tonnes en 1866 et 20 738 tonnes en 1867. Elle tombe ensuite à 12 358 tonnes en 1868 et à 11 434 tonnes en 1869, et continue à décroître les quatre années suivantes, de 1870 à 1873. Elle n'est en totalité que de 17 285 tonnes pour ces quatre années. Dès la fin de 1869, un jugement du tribunal de Béthune a prononcé la dissolution de la Société ; et les liquidateurs maintiennent la fosse en activité, mais sans exécuter d'autre travail que celui indispensable en vue de la vente de l'entreprise. Cette vente a eu lieu le 3 octobre 1873, en faveur de la Compagnie de Lens, moyennant le prix de 500 000 francs.
Après le rachat par la Compagnie des mines de Lens

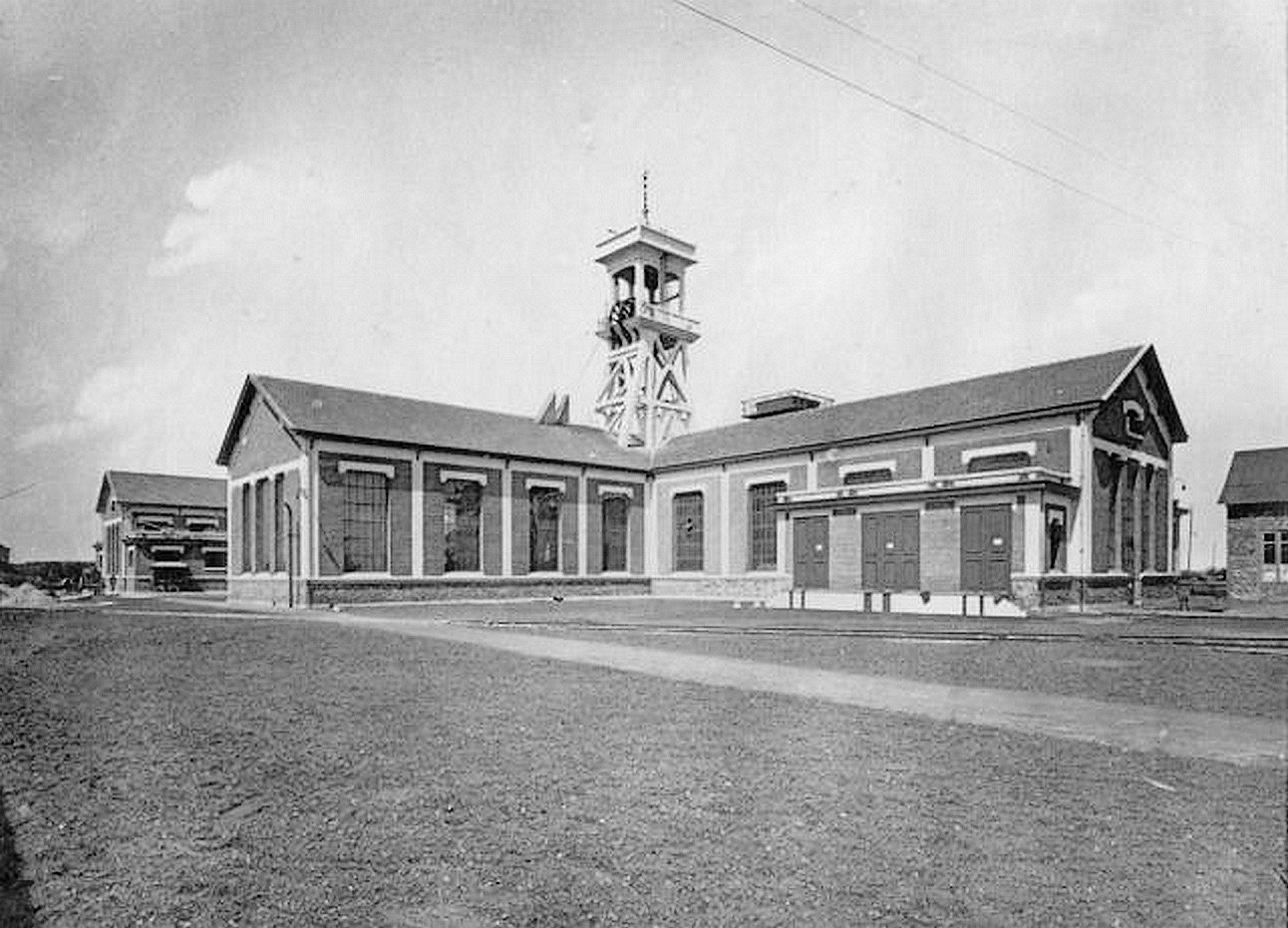
La fosse no 6, après sa reconstruction, telle qu'on peut la voir aujourd'hui.

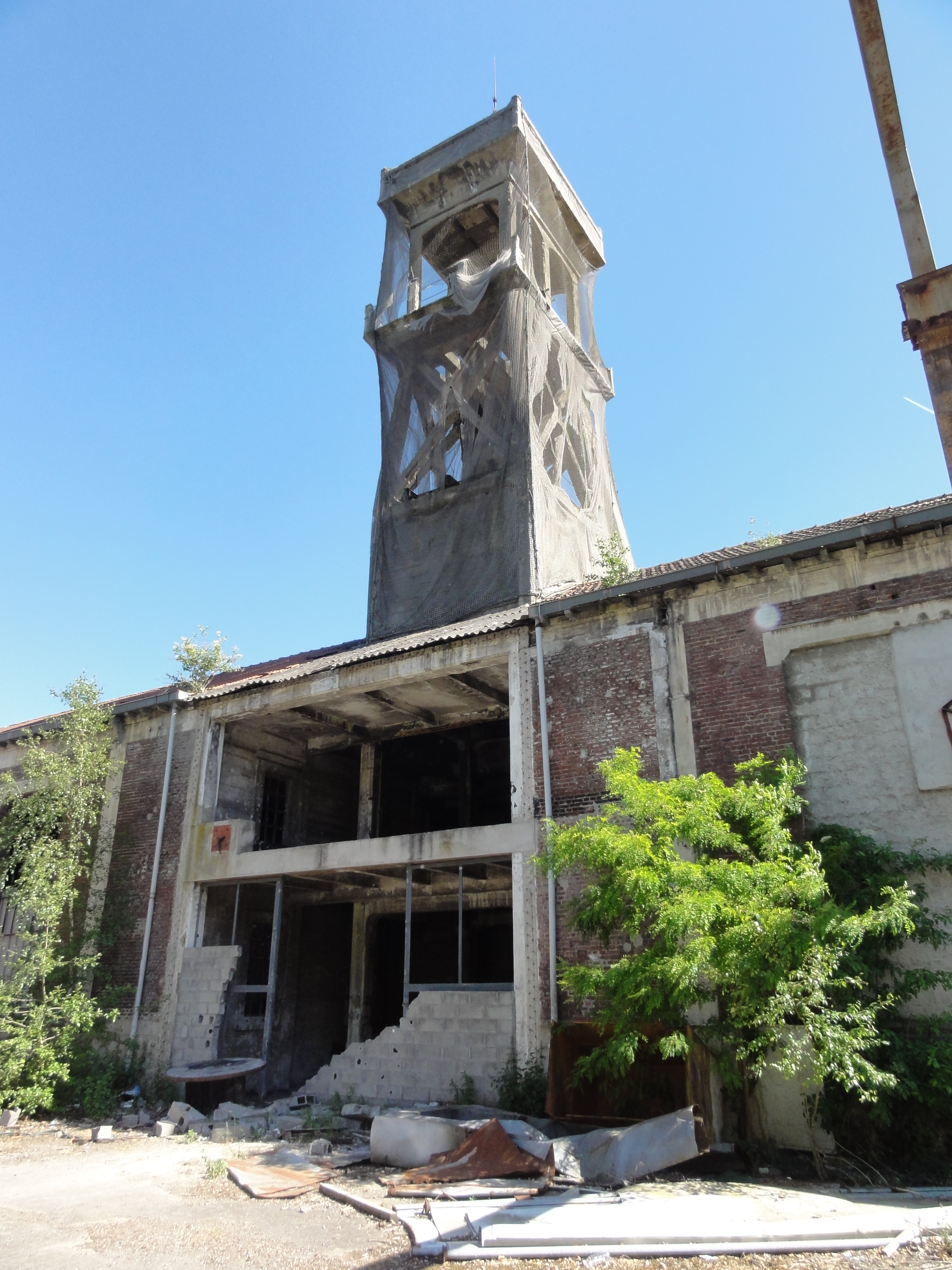
Vue arrière du chevalement. Le puits se trouve juste en dessous.

Un décret du 5 mars 1875 a autorisé la réunion de la concession de Douvrin à celle de Lens, et la Compagnie de Lens a réorganisé la fosse de Douvrin, désignée sous le no 6, Saint Alfred ou Alfred Descamps. À la surface, des installations spacieuses et bien entendues ont été construites pour la manœuvre des wagons, pour le triage et le criblage des charbons ; une machine d'extraction, système Corliss, à détente, a été montée, et la voie ferrée qui relie la fosse au rivage de Pont-à-Vendin et à la gare de Violaines a été terminée.
Des travaux souterrains, dans la direction du sud et pénétrant dans la concession de Lens, ont amené la découverte de neuf couches de houille, de nature sèche, tenant de 15 à 16 % de matières volatiles, propre au chauffage des générateurs, et dont l'exploitation, malgré l'irrégularité des terrains, fournit une extraction importante, qui figure, à partir de 1874, dans la production totale des mines de Lens. Ainsi, il a été extrait par la Compagnie de Lens à la fosse de Douvrin 3 782 tonnes en 1874, 11 661 tonnes en 1875, 31 716 tonnes en 1876, 14 883 tonnes en 1877, 37 746 tonnes en 1878 et 67 000 tonnes en 1879, soit un total de 166 788 tonnes.
Toutefois, la formation houillère ne paraît avoir qu'une faible épaisseur à Douvrin. En effet, un puits d'enfoncement pratiqué à 50 mètres de la fosse, et vers 310 mètres de profondeur, a constaté la présence de schistes dévoniens avec intercalations de calcaires. Cette indication annonce, en cette région, la fin du bassin à la profondeur de 310 mètres.
La fosse, détruite durant la Première Guerre mondiale, est reconstruite dans le style architectural des mines de Lens, et avec un chevalement en béton. L'extraction cesse en 1936 et mais la fosse est conservée pour assurer l'aérage de la fosse no 13 à Hulluch, qui possède déjà le puits no 13 bis pour son aérage. Le puits no 6, d'une profondeur de 240 mètres, est remblayé en 1959, mais la plupart des installations sont conservées.
Au début du XXIe siècle, plus des trois quarts des installations sont encore présentes sur le site, mais l'ensemble est assez dégradé. Charbonnages de France a matérialisé la tête de puits, qui est sous la surveillance du BRGM.